# 理想の息子
『理想の息子』（りそうのむすこ）は、2012年1月14日から3月17日まで毎週土曜日21時 - 21時54分に、日本テレビ系の「土曜ドラマ」枠で放送された。

## 概要
「三度の飯よりも母が好き」というマザコン高校生と、「私のために家を買え!」と心の中で叫び続けながら息子を思うように操縦する母親を描いたコメディ。
Hey! Say! JUMP及びNYCの山田涼介と鈴木京香のダブル主演で、脚本は野島伸司が手掛けた。
最終回で写る三船と内山の卒業証書の生年月日から劇中での時間軸は2011年1-3月になる。
企画当初は大地と海が近親愛に落ちるという野島が得意とする社会派作品にしようとしたが、鈴木の所属事務所から抗議がありマザコン息子と母のコメディーの脚本に書き換えられた。

## ストーリー
鈴木大地はマザコン（？）だが、成績優秀で有名進学校『明風学園』に通っていた。ある日、母親の海が不良たちの多い男子高『海王工業高校』の学食で働き始める。そこで働き始める母の危機を感じた大地は進学校から海の通う高校へ転校するが、不良たちに巻き込まれてしまう。不良たちに巻き込まれながらもその不良たちを変えていこうと努力する大地の奮闘物語である。

## 登場人物

### 鈴木家
鈴木大地（すずき だいち）〈16〉
演 - 山田涼介（Hey! Say! JUMP）（4歳：五十嵐空）
本作の主人公。成績優秀、容姿端麗、純粋で素直な、母親をこよなく愛する「理想の息子（“ハイパー・ＮＥＯマザコン”）」。本人は「俺はマザコンじゃねぇ、ただ母ちゃんが好きなだけさ」とマザコンであることを否定している。当初は名門進学校「明風学園」に通っていたが母を心配する余り、母の勤務先である「海王工業高校」に転入する。
動物モチーフ： コアラ、カンガルー
必殺技： マザコンコアラパンチ、カンガルーアッパー、コアラ&カンガルーパワー。
鈴木海（すずき うみ）〈42〉
演 - 鈴木京香
大地の母親。シングルマザー。パートで生計を立てており、「海王工業高校」の食堂で働いている。とんでもない大食いで飲食関係の職場でないと働けない。夫と別れ、役所に「母性本能がない」と言われてから、老後は大地に家を建ててもらうことを目標にし、大地を理想の息子にすべく生後すぐからマインドコントロールを行ってきた。最終回で実と結婚した。

### 海王工業高校
札付きの不良たちが通う超ヤンキー高校。一部の登場人物の苗字は必殺技を繰り出す際に背景に現れる動物の名前が使用されている。
三船憲吾（みふね けんご）〈18〉
演 - 藤ヶ谷太輔（Kis-My-Ft2）
「海王工業高校」のボクシング部所属の優秀なエース。幼少期に母親に捨てられた過去があり、今もそれが彼の心に禍根を残していたが病院で再会を果たす。自分に親身になってくれる海に好意を抱くようになる。かつては悪のカリスマと呼ばれていたが、神部 敏郎のおかげで更生した。覚醒した大地に勝利を収めた数少ない人物。後輩の象林と豹塚に勝てなかったものの、卒業時の決闘では、ほかの在校生含め全勝を収めた。
動物モチーフ： ライオン
小林浩司（こばやし こうじ）〈16〉
演 - 中島裕翔（Hey! Say! JUMP）
大企業（マルコバ建設）の御曹司だがいわゆる“依存型マザコン”。大地のクラスメイトであり親友であるかのように振る舞っていたが、内心では周囲の人を引き付ける魅力を持つ大地に嫉妬していた。マルコバの派遣社員を使い、大地に仲間襲撃の罪を着せるが、ソラに説得されて彼に謝罪する。憲吾に次期海王工業高校の番長に指名され、大地や母親と和解を果たす。潜在能力があって打たれ強い。
動物モチーフ： ハムスター
神部敏郎（かんべ としろう）〈39〉
演 - ケンドーコバヤシ
大地の学級担任。ボクシング部顧問。担当教科は保健体育。ボクシング以外の格闘技も得意としている。また強面で、不良生徒たちに一目置かれている。海のことが好き。
池田冬彦（いけだ とうま）〈36〉
演 - 金子ノブアキ（RIZE）
担当教科は美術。大地の父親にあまりにも似すぎており海が驚嘆する。二次元の海に惚れているが三次元の海には特別な思いはない。
内山吾郎（うちやま ごろう）〈18〉
演 - 武田航平
3年生、ボクシング部。憲吾の友達で良き理解者でもある。よく顎の関節が外れ、ゲストキャラの攻撃を受け一瞬で気絶したことが3回もある。1話で大地の「マザコンコアラパンチ」が不発だったため倒すも、その気迫には驚いており、三船は「決まっていればただでは済まなかった」と言及している。
丹波巌（たんば いわお）〈18〉
演 - 脇知弘（第2 - 最終話）
3年生、柔道部主将。大地に恋をし初めて男に惚れる。付き合う事を大地に断られたが、記念として大地その後は妹の丹波 さやかに立つ勇気を出させるために再び大地に女装を依頼する。
鰐川悠馬（わにかわ ゆうま）〈16〉
演 - 入江甚儀（第2 - 最終話）
1年A組、大地の同級生。「クロコダイル」という渾名で呼ばれている。自分の歯を鑢で磨いており、鋭利な刃物のようになっている。大地を襲撃した際に彼のパンチを受けて吹き飛ばされ、衝撃で前歯をへし折られて敗北する。3話冒頭では羽生により倒され屋上に吊るされていた。非常に悪辣な性格であったが、大地や羽生に敗れたことが原因でかつての仲間達からも見放され、他の生徒たちからいじめを受けるようになるが、大地に助けられ友人となる。
動物モチーフ： ワニ
羽生義和（はぶ よしかず）〈17〉
演 - 柄本時生（第3 - 最終話）
2年生。あまりにも地味な容姿の為、誰からも顔を覚えてもらえず、名前さえ間違われてしまう。（親からも顔を覚えてもらえないらしく、最終回でも憲吾に名前は憶えられていなかった）。三船たちが自分たち2年生を差し置いて1年生を次期番長にしようとしていたのを知り、自分が番長にふさわしいと証明するために手始めに鰐川を倒して屋上からつるし上げるが、三船たちからは「歯のないワニには誰でも勝てる。」と言われたため、鰐川を倒した大地を襲撃するが、彼に倒され友人となる。普段は大人しいが、大地を襲撃する際は凄まじい執念深さと攻撃性を見せた。
動物モチーフ： ハブ
象林友行（ぞうばやし ともゆき）〈17〉
演 - 諸見里大介（第4 - 最終話）
2年生。常に袋を被っている巨漢。この袋は赤、黄、青の順番で重ねてかぶっており、普段は青だが焼き鳥大好きなどと鳥に関することを言うと信号機のようにはじめは黄、更に怒らせると赤い袋を見せる。又、食事のときは袋の下から食べ物を入れ、その中で食べる。人と喋る事が苦手で気弱な性格だが内山を一撃で気絶させ、不良たち数十人や三船を一人で倒すなど凶暴性を秘めている。素顔を他人には見せないが、最終回で三船のパンチで素顔を見せ、敗れる。大地と小林は金狼の襲撃の際に一度素顔を見ているが顔は描かれていない。大地達からは「ぞうさん」と呼ばれている。人に甘えるときには「パオーン」と言う。
動物モチーフ： ゾウ
豹塚昌子（ひょうづか まさこ）〈16〉
演 - 吉永淳（第5 - 最終話）
1年A組。関西弁を話す。海王工業高校の猛者に戦いを挑む転校生。その実力は内山を一瞬で気絶させるほど強い。父親を深く愛しているファザコンである。はじめは男装していたが実は女子。女子だと知りながらも真剣に戦ってくれた大地に好意を抱くようになる。海王工業高校は男子校であるため、本来は在学できないが、特例として在学を許可される。太極拳で相手を圧倒する。
動物モチーフ： ヒョウ

### その他
小林光子（こばやし みつこ）〈42〉
演 - 鈴木杏樹
浩司の母親。大企業であるマルコバ建設の創始者の娘で実質的な経営者。カリスマ足らしめる男にすべく、息子を無理やり「海王工業高校」に進学させる。内心では大地のような息子が欲しかったと思っており、公共事業を受注する会社を決める大会で優勝するために同じ誕生日かつ同じ病院で生まれた大地と浩司を病院側のミスで取り違えられたと偽の書類などで海を騙し、大地を実の子供として大会に出場させるなど徐々に強引な手段に出るようになり、浩司が大地の仲間たちを襲撃する原因となってしまう。そのため親子間で溝があったが最終回で息子の気持ちを理解しようと歩み寄る。
倉橋実（くらはし みのる）〈42〉
演 - 沢村一樹
鈴木家の隣人で大地の良き相談相手。サラリーマン（会社員）。家出していたと言っていた妻は実は事故で亡くなっていた。最終回で鈴木海と結婚する。
本田佳代子（ほんだ かよこ）
演 - 須藤理彩
海の友人・同僚。弁当屋「おーばん亭」から解雇された海に学生食堂の仕事を紹介する。
西田 / 太田 / 吉田
演 - 梅沢昌代 / 宮地雅子 / 萩原利映
「海王工業高校」学生食堂従業員、海の同僚。自分らの不幸話を語り、海を不安にさせる。
丹波さやか（たんば さやか）
演 - 三吉彩花（第3 - 最終話）
丹波の妹。有名なフィギュアスケート選手だったが怪我で滑れなくなり、立つことができなかった。しかし3話から大地（小林も1度だけ登場）に応援され、最終回ゴキブリに驚き立つことができた。

### ゲスト
第5話
豹塚正臣（ひょうづか まさおみ）
演 - 阿南健治
昌子の父親。太極拳「豹塚道場」を営んでいる。田舎から都会に進出し、道場を開くことが長年の夢だった。初めは生徒が一人もおらず、そのため具合が悪くなったが、娘の強さを知った三船の計らいで最終的に生徒でいっぱいになる。

第6話
鈴木雄吾（すずき ゆうご）
演 - 金子ノブアキ（第7話）
大地の父親。SYGデザインカンパニー社長。大地は死んだものと聞かされていた。仕事が昔に比べて安定したので息子を引き取りたいと海の前に姿を現す。実際は、再婚した妻が子供を産むことができないため、自分の仕事を大地に引き継がせるのが目的であった。
金狼（きんろう）〈16〉
演 - 林遣都（第7話）
1年。中学時代は小林浩司と同級生で彼と同様いじめられっ子だった。当時は不良ではなかったが、いじめられている時に誰一人助けてくれなかったため、周りを信用しなくなる。番長から「海王工業」を潰せという命令が下り、海王工業を潰せば次期番長となれる事もあり、その座に就くため仲間を引き連れ海王生徒を襲う。
動物モチーフ： オオカミ

第7話
班田順平（はんだ　じゅんへい）〈18〉
演 - RED RICE（湘南乃風）
3年。城国商業高校の「番長」。多数の手下を従え、中学時代の相棒の三船を再び悪の道へ引きずり込もうと企む。内山を一撃で気絶させる実力である。眼の下にクマがあり ジャイアントパンダのような顔をしている。本人の前でこの事を言ったり笑ったりすると激怒し、たとえ手下でも容赦なく制裁を加える。そのため、大地に「はんだがパンダ」と笑われた。当初は少年院に入っていたが、出所後に手下を従えて海王工業に乗り込んでくる。実家が鍼灸院で痛覚を麻痺させるツボに針を打っているために痛みを感じないが顎のみは例外のため最後は三船の助言を聞いた大地のアッパーに敗れた。
動物モチーフ： パンダ

第8話
天王寺鷹（てんのうじ　たか）
演 - 風間俊介
「明風学園」に通う「天王寺グループ」の御曹司。明風学園の生徒会長でもある。公共事業を受注する会社を決める大会G7で勝利するため、手下達と共に参加するゼネコンの子息を闇討ちする。小林の代わりとしてやって来た大地と闘い、卑怯な手段を使って大地を苦しめるも、最後には大地の前に敗れ去る。
動物モチーフ： タカ
篠田博之（しのだ ひろゆき）
演 - 金子ノブアキ（第9話）
国土交通大臣。明風学園の卒業生でもある。核施設を根絶し、新しい代替エネルギーを推進している。その公共事業建設を大会G7で策定しようと計画している。池田同様に大地の父・雄吾と顔が瓜二つである。
篠田ソラ（しのだ そら）
演 - 石橋杏奈（第9話、最終話）
篠田の娘。政界と財界の太いパイプを結ぶためにG7の勝利者と婚約する約束を父親と交していた。だが、マルコバの御曹司ではなく替え玉として出場した大地に好意を抱くようになる。大地の気持ちが自分に向いていないことを察し、父親の決める婚約者と結婚することを決意し別れを告げる。

## スタッフ
- 脚本 - 野島伸司
- 音楽 - 横山克
- 演出 - 佐久間紀佳、森雅弘、中島悟
- 主題歌 - Hey! Say! JUMP「SUPER DELICATE」[2]（ジェイ・ストーム）
- シニアチーフクリエイター - 櫨山裕子
- プロデューサー - 三上絵里子、福井雄太、松原浩（AX-ON）、柳内久仁子（AX-ON）
- 制作協力 - AX-ON
- 製作著作 - 日本テレビ

## 放送日程
| 各話                                                           | 放送日  | サブタイトル                          | 演出       | 視聴率 |
| -------------------------------------------------------------- | ------- | ------------------------------------- | ---------- | ------ |
| 第1話                                                          | 1月14日 | 邪悪な母VSマザコン息子                | 佐久間紀佳 | 13.9%  |
| 第2話                                                          | 1月21日 | 息子の心が女子!? そのとき母は…        | 佐久間紀佳 | 12.4%  |
| 第3話                                                          | 1月28日 | 言わせて見せる!! クソババア!!         | 森雅弘     | 14.0%  |
| 第4話                                                          | 2月04日 | 貧乏脱出神頼み! 象さんの青い鳥        | 佐久間紀佳 | 11.0%  |
| 第5話                                                          | 2月11日 | 激闘! ファザコンVSマザコン!!          | 中島悟     | 11.2%  |
| 第6話                                                          | 2月18日 | 母ちゃんに新恋人!? 狼の群れ学園を襲う | 佐久間紀佳 | 10.6%  |
| 第7話                                                          | 2月25日 | 迎えに来た父! パンダ学園を襲う        | 中島悟     | 12.3%  |
| 第8話                                                          | 3月03日 | 育てて損した!? 取り違え息子究極の選択 | 佐久間紀佳 | 10.0%  |
| 第9話                                                          | 3月10日 | 息子に彼女!? 母ちゃんはオニ姑?        | 森雅弘     | 10.7%  |
| 最終話                                                         | 3月17日 | 結婚反対!! 母VS息子最後の聖戦         | 佐久間紀佳 | 12.5%  |
| 平均視聴率 11.9%（視聴率はビデオリサーチ調べ、関東地区・世帯） |         |                                       |            |        |

## 備考
東日本大震災で被災した東北3県（岩手県、宮城県、福島県）では、昨年7月24日時点で地上アナログ放送終了が見送られていたため、前作品同様、地上アナログ放送でもこの作品が引き続き放送されていたが、前述の3県でも2012年4月1日をもってデジタル放送に完全移行するため、テレビ岩手（岩手県）、ミヤギテレビ（宮城県）、福島中央テレビ（福島県）においては、この作品が土曜ドラマとしては、地上アナログ放送としての最後のシリーズとなった。